# Випробування автора
«Випробування автора» (англ. The Author's Ordeal) — пастиш, написаний в 1957 році американським письменником Айзеком Азімовим на пісню «the (Lord Chancellor's) Nightmare Song» з комічної опери «Іоланта» Гілберта і Саллівана, яка описує легкий шлях, як стати успішним письменником. Азімов запозичує ритм і рими в пісні.
Пісня зображує агонію, через яку проходить автор, придумуючи новий науково-фантастичний сюжет. Пісня зазначає, що процес розробки космічної опери несумісний з життям в реальному світі з усіма «банальними фактами, що переслідують автора».
Уперше опублікований у «Science Fiction Quarterly» в травні 1957 році. Пізніше включений у збірки оповідань Азімова «На Землі достатньо місця» (1957), «Далекі кінці часу та Землі» (англ. The Far Ends of Time and Earth, 1979) та «Всі оповідання» (1990).